# Neštovice ovcí a koz
Neštovice ovcí a koz (latinsky variola ovina et caprina) je vysoce nakažlivé, virové onemocnění malých přežvýkavců charakterizované tvorbou papul a pustul na neosrstěných místech kůže. Původcem je virus neštovic ovcí a nebo virus neštovic koz patřící do čeledě Poxviridae (DNA viry). Onemocnění se vyskytuje především v Africe a Asii, sporadicky v jihovýchodních státech Evropy.